# 塔序橐吾
塔序橐吾（学名：Ligularia thyrsoidea）为菊科橐吾属下的一个种。模式标本产地自阿勒泰。